# Richard Lund
Richard Lund (Göteborg, 9 luglio 1885 – Mölndal, 27 settembre 1960) è stato un attore svedese.

## Filmografia parziale
- Hans hustrus förflutna, regia di Mauritz Stiller (1915)
- Kampen om hans hjärta, regia di Mauritz Stiller (1916)
- Gli avvoltoi del mare (Havsgamar), regia di Victor Sjöström (1916)
- Il monastero di Sendomir (Klostret i Sendomir), regia di Victor Sjöström (1920)